# Jacques de Città della Pieve
Jacques de Città della Pieve (Città della Pieve, vers 1260 - Città della Pieve, 15 janvier 1304) est un membre italien du Tiers-Ordre des servites de Marie reconnu martyr et bienheureux par l'Église catholique.

## Biographie
Il naît à Città della Pieve vers 1260. Dès l'enfance, il fait preuve de piété et fréquente souvent l'église voisine des servites. C'est là qu'il entend un jour l'évangile selon Luc dans lequel le Christ dit que « celui qui ne renonce pas à tout ce qu'il possède ne peut être mon disciple » et prend la décision de se consacrer entièrement aux pauvres et de devenir tertiaire des servites de Marie,.
Il étude les lettres et le droit à Sienne, réussissant rapidement dans les deux disciplines. Il prend le parti des pauvres, qu'il assiste gratuitement, pour les défendre contre les abus des nobles et des brutes. Il utilise tous ses biens pour rénover une église avec un bâtiment adjacent, pour le transformer en hospice où il accueille, nourrit, et soigne gratuitement les plus déshérités.
Mais l'évêque de Chiusi, puissant seigneur des lieux, prétend obtenir les biens de l'hospice. Jacques fait donc appel aux juges de la curie romaine et gagne contre l'usurpateur. Prétextant une réconciliation, l’évêque l'invite à Chiusi et il le fait tuer par deux assassins lorsqu'il retourne à son hospice. Selon une légende écrite au XIVe siècle, le corps, caché sous des branches de pruniers au pied d'un arbre, est découvert par des bergers, qui sont surpris car les branches sont fleuries au milieu de l'hiver.

## Culte
En 1468, ses restes sont placés sous le maître-autel de l’église de l’hôpital. Lors de la construction de la nouvelle église, ils sont temporairement transférés sous l'autel saint Joseph dans la cathédrale de Città della Pieve puis replacés dans l'église reconstruite le 11 juillet 1717. À partir de 1727, les servites entament la procédure d'approbation formelle de son culte. La congrégation des rites approuve son culte le 17 mai 1807 avec sa fête fixée le 15 janvier. Son corps est conservé à Città di Pieve dans l'église qui lui est dédiée.